# Der Gentleman von Paris
Der Gentleman von Paris ist eine US-amerikanische Stummfilmkomödie aus dem Jahr 1927 von Harry d’Abbadie d’Arrast mit Adolphe Menjou in der Hauptrolle. Der Film wurde von Paramount Famous Lasky produziert und basiert auf dem Roman Bellamy The Magnificent von Roy Horniman.

## Handlung
Marquis de Marignans Liebesleben ist äußerst kompliziert und wird mit großem Geschick von dem scheinbar unerschütterlichen Butler Joseph Talineau gemanagt. Die Ankunft von Jacqueline, der Verlobten des Marquis, und ihrem Vater, General de Latour, stellt sogar Josephs Talente auf eine harte Probe. Alles scheint unter Kontrolle zu sein, bis Joseph erfährt, dass seine Frau eine der Eroberungen seines Arbeitgebers ist. Fassungslos von der Entdeckung beschließt Joseph, den Marquis zu ruinieren, indem er ein Kartenspiel inszeniert, das den Marquis als Betrüger entlarven soll, ein Verbrechen, das in den Augen der Gesellschaft schlimmer ist als die Untreue mit der Frau eines Freundes.
Nach der Hochzeit mit Jacqueline gibt der Marquis ein Fest, in dessen Verlauf er mit Henri Dufour Karten spielt. Der rachsüchtige Butler steckt dem Marquis ein Ass in den Ärmel, wodurch dieser des Betrugs beschuldigt wird. Als Joseph den Schuss hört, mit dem sein Chef angeblich seine Schande tilgt, bewegt ihn seine Loyalität dazu, zu gestehen. Marignan und seine Frau sind wieder glücklich vereint.

## Hintergrund
Im Juni 1927 wurde berichtet, dass der Kameramann E. Burton Steene einige Szenen mit der beweglichen Akeley-Feldkamera filmte.
1933 produzierte Paramount mit der Komödie Alles für das Kind eine Neuverfilmung des Romans.

## Veröffentlichung
Die Premiere des Films fand am 1. Oktober 1927 in New York statt. 1928 kam er im Deutschen Reich und in Österreich in die Kinos, in Österreich auch unter dem Titel Herz-As.